# Andronico Camatero
Andronico Camatero ((in greco Ἰωάννης Καματηρός?, Andronicos Kamateros, in latino Andronicus Camaterus); fl. XII secolo) è stato un funzionario bizantino, parente dell'imperatore bizantino Manuele I Comneno.
Fu nominato dal basileus Manuele II, sebastocratore, prefetto di Costantinopoli, e prefetto della guardia imperiale, ossia praefectus vigilum. Sua figlia fu Eufrosina Ducena Camatera.
Andronico Camatero durante la sua vita, scrisse delle opere teologiche, (Ἀντιρρητικά), questo testo parlava contro i latini, e la loro religione cattolica.